# Ossidazione elettrolitica al plasma
L'ossidazione elettrolitica al plasma (in inglese Plasma electrolytic oxidation, PEO), nota anche come ossidazione a micro-arco (in inglese micro-arc oxidation, MAO), è un processo elettrochimico di ossidazione controllata della superficie metallica, che permette di ottenere strati di ossidi duri e compatti. È simile all'anodizzazione, ma impiega potenziali più elevati, che permettono la fusione del metallo in superficie e formano uno strato di ossido duro e compatto. Il processo ha la peculiare caratteristica di formare delle scariche di corrente luminose sulla superficie del pezzo, proprio grazie all'elevato potenziale utilizzato. Questo processo permette di fare crescere rivestimenti di ossido spessi, in gran parte cristallini, su metalli come alluminio, magnesio e titanio . 
Il rivestimento PEO offre protezione contro l'usura, la corrosione o il calore, nonché isolamento elettrico. Viene ampiamente utilizzato nei settori automobilistico, navale, biomedicale tra gli altri.
Il processo è stato studiato negli anni 1970 da Brown e collaboratori, e utilizzato per produrre uno strato ceramico su alluminio.

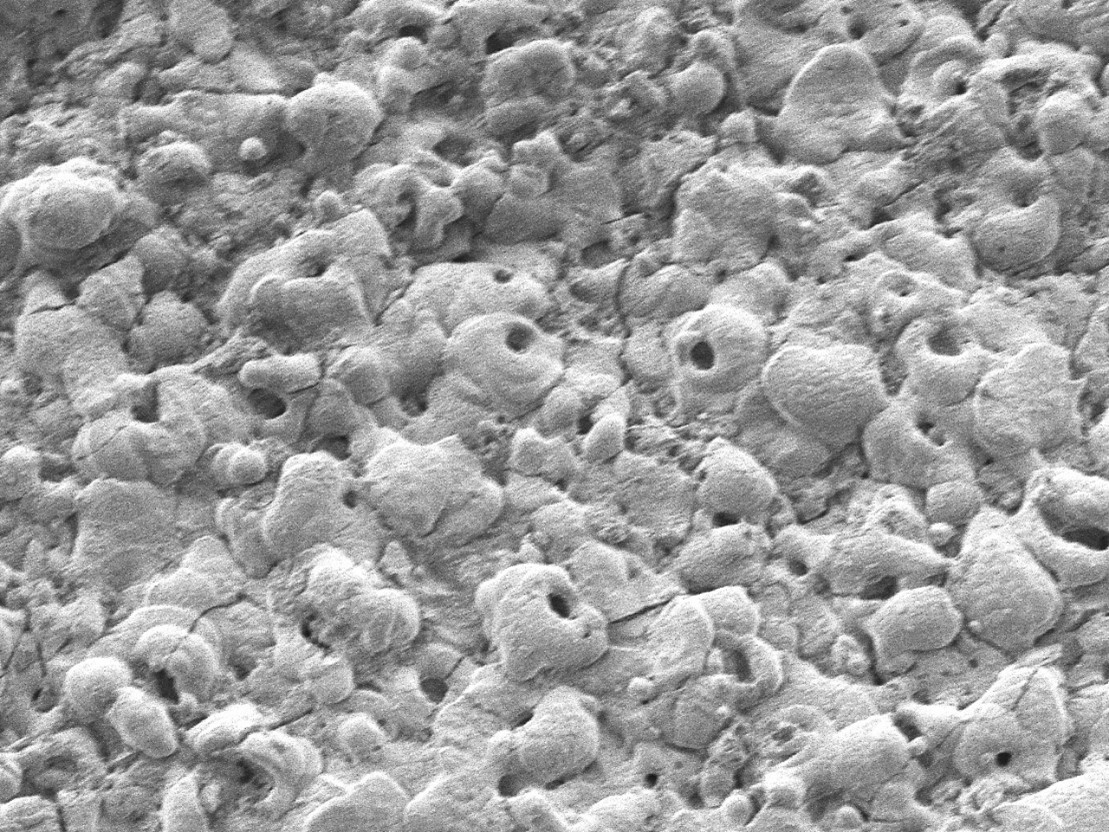
Una tipica superficie PEO su magnesio, vista in un SEM.

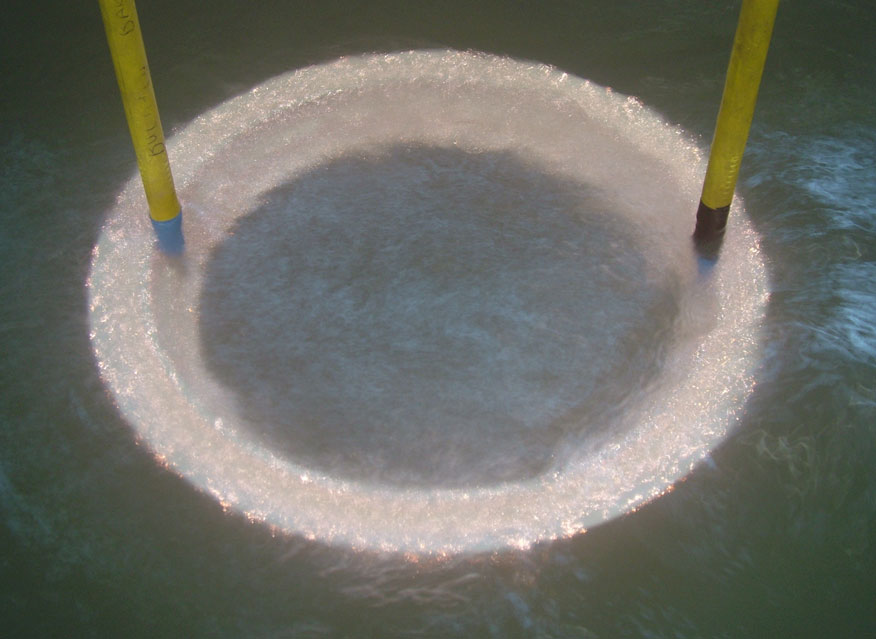
Un tamburo per verricello per yacht in fase di lavorazione PEO.

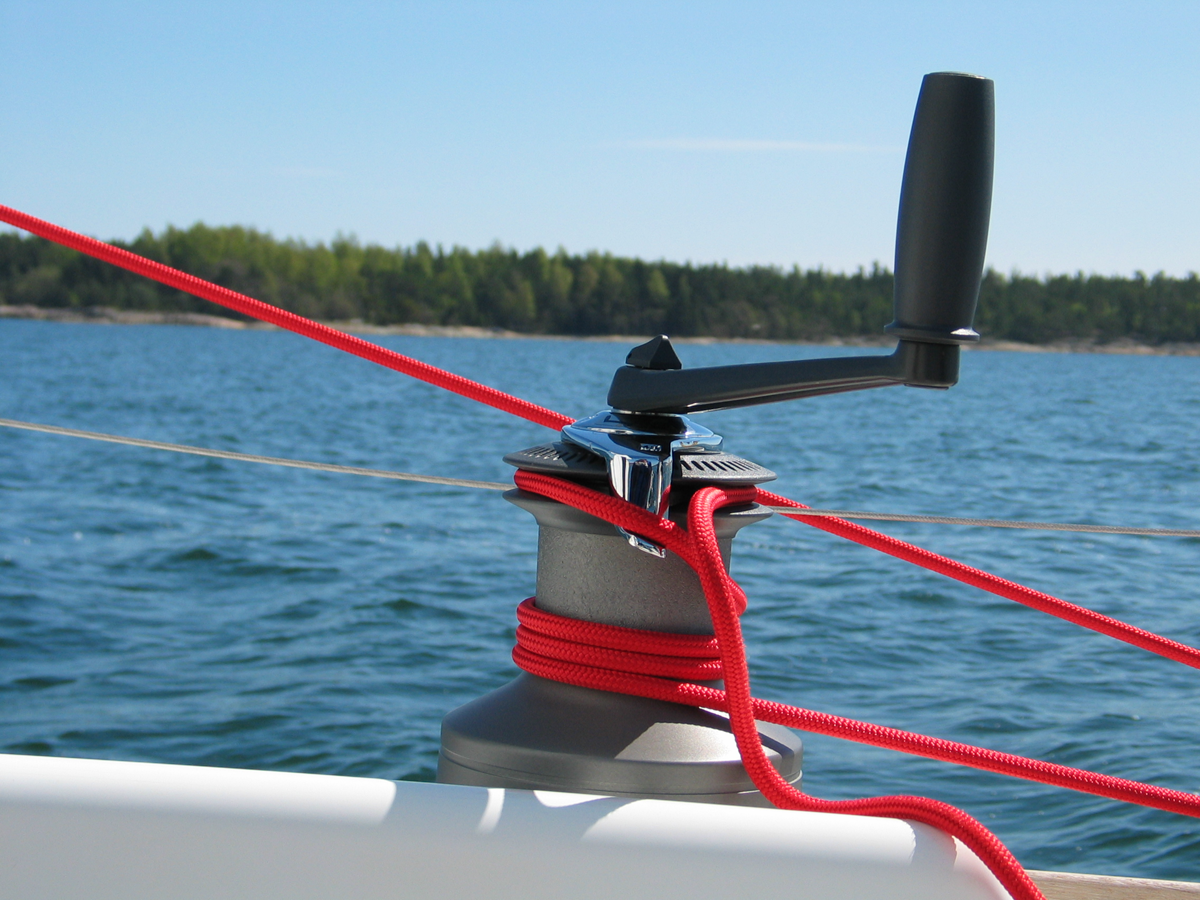
un tamburo per verricelloinstallato su uno yacht.

## Processi
Il processo è molto simile all'anodizzazione, che, in modo controllato, riesce a formare uno strato di ossido superficiale per mezzo dell'applicazione di corrente in una cella elettrolitica nella quale il pezzo funge da anodo, la soluzione nel quale è immerso funge da elettrolita e il lato della vasca funge da catodo.
Nel PEO si applica corrente alternata ad alto voltaggio, periodicamente invertita, in grado di fondere il metallo in superficie producendo delle scariche o micro-archi (dal quale deriva il nome di ossidazione a micro-arco) che avvolgono il pezzo illuminandolo durante la formazione dello strato ceramico.
Gli elettroliti utilizzati sono principalmente soluzioni alcaline di potassio o altri sali, con l'aggiunta di additivi quali fosfati o silicati, senza l'utilizzo di metalli pesanti o prodotti chimici tossici, rendendo il processo ecocompatibile e sicuro per la salute degli operatori.

## Proprietà del rivestimento
Le principali caratteristiche del rivestimento PEO sono l'elevata durezza e compattezza del rivestimento, che permettono di incrementare notevolmente la resistenza a usura abrasiva e adesiva e la resistenza a corrosione. 
Le durezze raggiungibili su alluminio sono simili a quelle dell'allumina Al2O3 con durezze fino a 2000 HV, su titanio si raggiungono durezze di 1000 HV e su magnesio durezze di 600 HV. La durezza varia in funzione della lega utilizzata e del processo attuato.
Vista la scarsa resistenza a corrosione delle leghe di magnesio, il PEO viene utilizzato principalmente per aumentare la resistenza a corrosione. Una buona resistenza a corrosione si ha già a partire da bassi spessori di rivestimento, di circa 5µm. Spessori più elevati, fino a 20µm migliorano la resistenza a corrosione, a scapito però della rugosità superficiale che aumenta all'aumentare dello spessore di rivestimento. Il PEO su magnesio può essere utilizzato come primer per successivi trattamenti di verniciatura o cataforesi poiché la superficie ruvida funge da ottimo aggrappante.
Il PEO su magnesio è la principale alternativa alla cromatazione, poiché riesce ad aumentare considerevolmente la resistenza a corrosione mediante un processo e un rivestimento ecocompatibile, diversamente dalla cromatazione con cromo esavalente, che è un sale cancerogeno.